# Gigondas (Vaucluse)
Pour les articles homonymes, voir Gigondas.
Gigondas [ʒiɡɔ̃das] est une commune française, située dans le département de Vaucluse en région Provence-Alpes-Côte d'Azur.

## Géographie
Gigondas représente la principale porte d'entrée à l'ouest des Dentelles de Montmirail, qui se situent sur son territoire et constitue ainsi une ville étape recherchée par les amateurs d'escalade et de randonnée.
| Sablet     | Séguret  | Crestet           |
| Violès     | Gigondas | Malaucène Suzette |
| Vacqueyras |          | Beaumes-de-Venise |

### Accès et transports
Le village se trouve à 15 km au sud de Vaison-la-Romaine, 15 km à l'est de Orange (autoroute A7, sortie no 21 « ORANGE Centre ») et 12 km au nord-est de Carpentras.
Les routes départementales 7, 8, 79 et 80 passent sur la commune, mais seules les deux dernières s'approchent de l'entrée du bourg.

### Géologie et paléontologie
Eugène Raspail, dans un ouvrage dédié à son oncle François-Vincent, a donné une description toujours actuelle du terroir de Gigondas à l'intérieur des Dentelles de Montmirail :

« Le relief du territoire de Gigondas présente trois chaînes principales et parallèles, courant de l'ouest au nord-est, suivant une courbe dont le centre serait au nord-ouest. La ligne de faîte de ces trois chaînes se compose d'un calcaire gris appartenant au terrain jurassique. Du côté du midi, la première ligne recouvre les argiles noires de l'oxfordien. Au nord, la troisième ligne est recouverte par le terrain néocomien inférieur, par le gault, les grès verts et la craie chloritée. Les deux vallées intermédiaires (col d'Assault, la Buissière) appartiennent exclusivement au terrain néocomien inférieur. Dans cette seconde vallée, au quartier du Queyron, les marnes argileuses alternent avec des bancs d'un calcaire bleu et jaune. »

La partie communale située hors des Dentelles est essentiellement composée d'un substrat détritique constituant le piémont du massif et d'alluvions quaternaires (limon et galets roulés) charriées par l'Ouvèze.

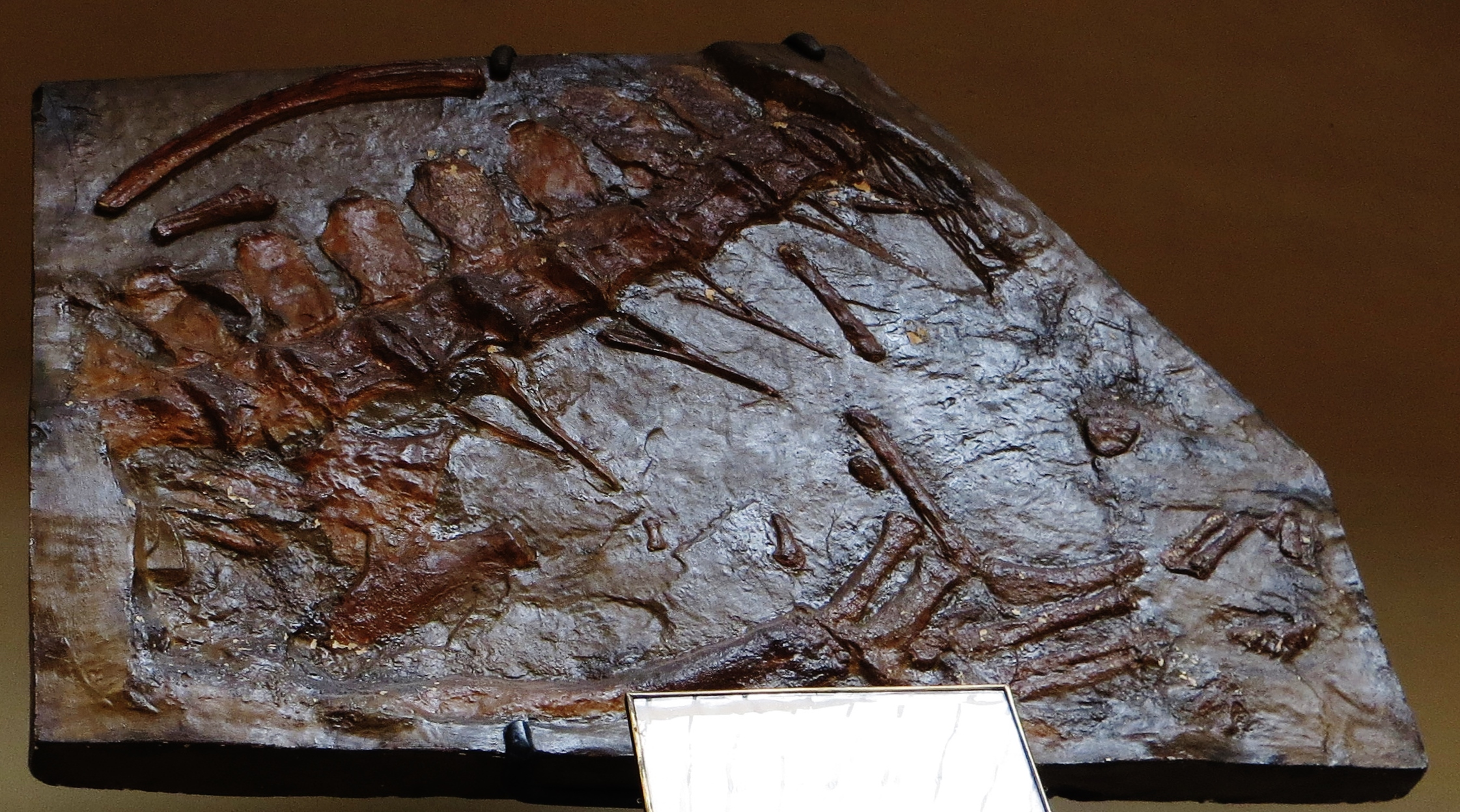
Neustosaurus gigondarum, découvert en 1842 par Eugène Raspail.

Dans le même ouvrage, il décrit le neustosaurus gigondarum, un reptile marin qui vivait au Crétacé inférieur, il y a environ 140 à 136 millions d'années. Il appartient à l'ordre des crocodylomorphas et ses restes fossiles ont été trouvés dans les Dentelles de Montmirail sur la commune de Gigondas. Ce saurien carnivore marin du valanginien a été découvert en 1842. Le nom neustosaurus, qui lui a été donné par Eugène Raspail, son inventeur, signifie lézard de natation, et est dérivé du grec ancien neustos (natation) et sauros (lézard). Il n'existe qu'une seule espèce décrite et seulement dans sa partie postérieure (tronc et queue) qui seule a été retrouvée.
Ce fossile été rattaché aux metriorhynchidae, un groupe de reptiles liés aux crocodiles marins. En 2009, Young et Andrade, dans une nouvelle étude sur le Geosaurus et la validité des espèces regroupées dans ce genre, ont conclu que Neustosaurus serait le synonyme plus ancien de Cricosaurus.

### Sismicité
Les cantons de Bonnieux, Apt, Cadenet, Cavaillon, et Pertuis sont classés en zone Ib (risque faible). Tous les autres cantons du département de Vaucluse sont classés en zone Ia (risque très faible). Ce zonage correspond à une sismicité ne se traduisant qu'exceptionnellement par la destruction de bâtiments.

### Hydrographie
La commune est arrosée par le Trignon.

### Climat
Pour des articles plus généraux, voir Climat de Provence-Alpes-Côte d'Azur et Climat de Vaucluse.
En 2010, le climat de la commune est de type climat méditerranéen franc, selon une étude du Centre national de la recherche scientifique s'appuyant sur une série de données couvrant la période 1971-2000. En 2020, Météo-France publie une typologie des climats de la France métropolitaine dans laquelle la commune est dans une zone de transition entre le climat de montagne et le climat méditerranéen et est dans la région climatique  Provence, Languedoc-Roussillon, caractérisée par une pluviométrie faible en été, un très bon ensoleillement (2 600 h/an), un été chaud (21,5 °C), un air très sec en été, sec en toutes saisons, des vents forts (fréquence de 40 à 50 % de vents > 5 m/s) et peu de brouillards. 
Pour la période 1971-2000, la température annuelle moyenne est de 13,3 °C, avec une amplitude thermique annuelle de 16,5 °C. Le cumul annuel moyen de précipitations est de 681 mm, avec 6,3 jours de précipitations en janvier et 2,6 jours en juillet. Pour la période 1991-2020, la température moyenne annuelle observée sur la station météorologique de Météo-France la plus proche, « Beaumont-Mt Serein », sur la commune de Beaumont-du-Ventoux à 13 km à vol d'oiseau, est de 7,0 °C et le cumul annuel moyen de précipitations est de 1 317,0 mm. 
La température maximale relevée sur cette station est de 33,4 °C, atteinte le 28 juin 2019 ; la température minimale est de −18 °C, atteinte le 5 février 2012,,. 
Les paramètres climatiques de la commune ont été estimés pour le milieu du siècle (2041-2070) selon différents scénarios d'émission de gaz à effet de serre à partir des nouvelles projections climatiques de référence DRIAS-2020. Ils sont consultables sur un site dédié publié par Météo-France en novembre 2022.

## Urbanisme

### Typologie
Au 1er janvier 2024, Gigondas est catégorisée commune rurale à habitat dispersé, selon la nouvelle grille communale de densité à sept niveaux définie par l'Insee en 2022.
Elle est située hors unité urbaine et hors attraction des villes,.

### Occupation des sols
L'occupation des sols de la commune, telle qu'elle ressort de la base de données européenne d’occupation biophysique des sols Corine Land Cover (CLC), est marquée par l'importance des territoires agricoles (61,9 % en 2018), une proportion sensiblement équivalente à celle de 1990 (61,8 %). La répartition détaillée en 2018 est la suivante : 
cultures permanentes (60,6 %), forêts (35 %), milieux à végétation arbustive et/ou herbacée (2 %), zones agricoles hétérogènes (1,3 %), espaces ouverts, sans ou avec peu de végétation (1,1 %). L'évolution de l’occupation des sols de la commune et de ses infrastructures peut être observée sur les différentes représentations cartographiques du territoire : la carte de Cassini (XVIIIe siècle), la carte d'état-major (1820-1866) et les cartes ou photos aériennes de l'IGN pour la période actuelle (1950 à aujourd'hui).

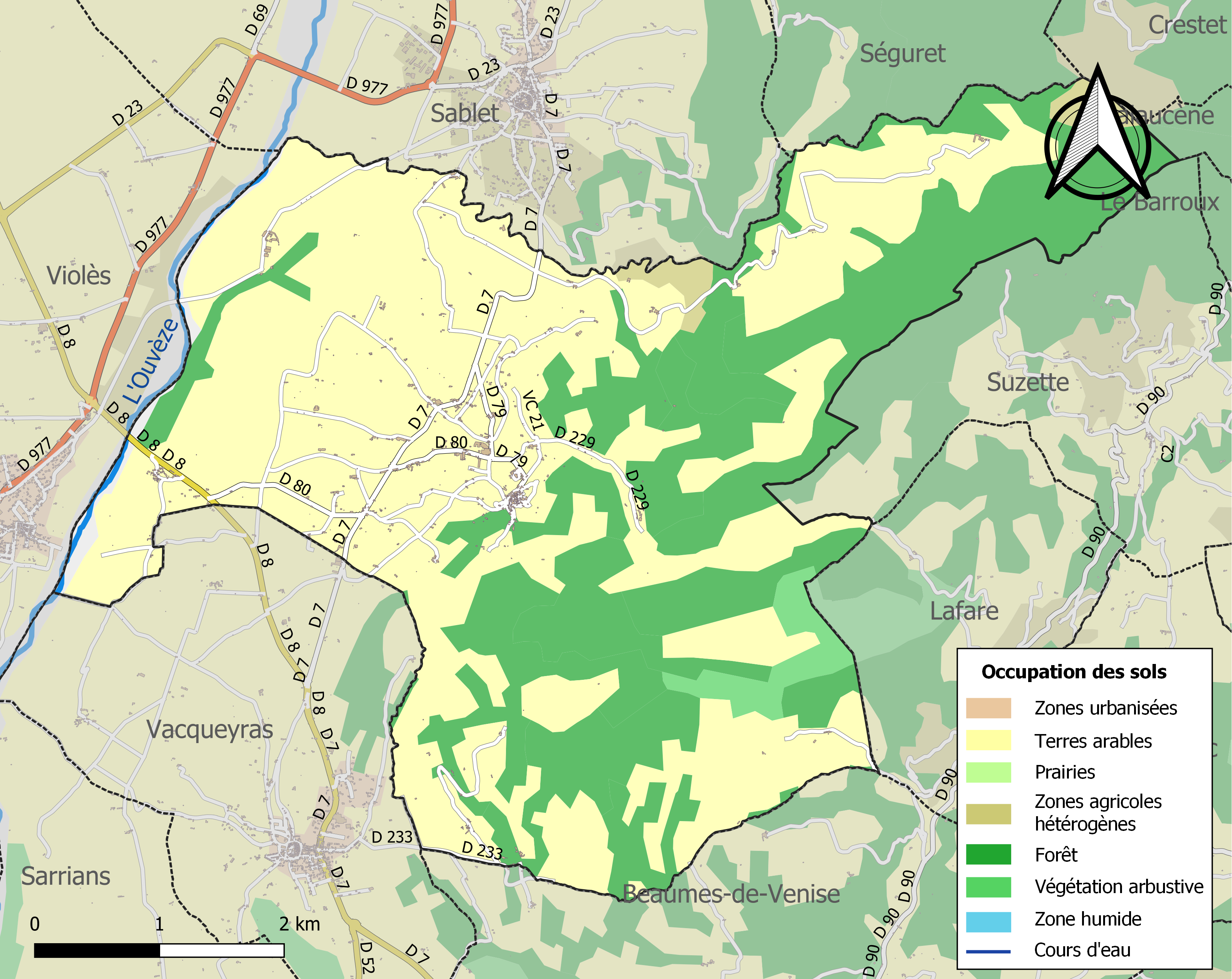
Carte des infrastructures et de l'occupation des sols de la commune en 2018 (CLC).

## Histoire

### Antiquité
Si la colonisation romaine fut effective à Gigondas, comme les fouilles ou les déterrements accidentels par labourage de tombeaux en plomb pour incinération, d'urnes lacrymatoires, de statuettes, de lampes, de tuiles plates, etc., le prouvent, les vestiges archéologiques ayant trait à la vigne ou au vin sont rares. Seule une tête de Bacchus a été mise au jour, en 1866, par Eugène Raspail, le neveu de François-Vincent Raspail, sur les terres de son château Raspail.

### Moyen Âge
Vers 1120, Rostang III, évêque de Vaison, donna à son église cathédrale, un manse qui comprenait une vigne sise à Gigondas près de l'Ouvèze. Il le fait en ces termes :

« Petro vero Alberto Gigundatis pro vinea quoe sita est juxta viam publicam est inter (... otam)) episcopalem et fluvium Ovicœ solidis ordo dedit. »

C'est l'acte le plus ancien confirmant l'existence d'un vignoble sur ce terroir.
Il faut attendre le XIVe siècle pour connaître l'évolution de ce vignoble, fief des princes d'Orange. Un de ceux-ci, Raymond V des Baux, en juillet 1341, tout en se réservant les droits de haute et basse justice, accorda aux Gigondassiens certaines libertés contre un droit de vingtain sur le vin de ce terroir pendant sept ans.
En 1376, au lieu-dit les Bosquets, les registres notariaux indiquent l'existence de « vinea culta » ; puis ceux des notaires d'Oussan, dans un acte daté de l'an 1380, font état de vignes qui couvraient un territoire descendant de la chapelle Notre-Dame des Pallières jusqu'à l'Ouvèze.

### Renaissance
Tout au long du XVe siècle, les mêmes registres indiquent que le vignoble s'étendait alors des « Garrigues » au « Trignon », en passant par la « Beaumette » et la « Coste de Saint-Cosme ».
Au siècle suivant, la Communauté rédigea ses statuts et les approuva le 14 novembre 1591. L'article 45 intitulé « De ceux qui vendent du vin en gros qu'ils en vendent aux autres habitans » indique avec précision les conditions de ce négoce :

« Toute personne qui voudra vendre du vin en gros aux estrangiés sera tenue de vendre aux habitans dudit lieu, à quatrs ou à pichet, pour le prix qu'ils l'auront vendu auxdits estrangiés, à peine y contrevenant, de payer, pour chaque personne et fois XII deniers ; et qui aura du vin à vendre, et le vendra aux habitans en gros, sera tenu de le vendre à tous habitans, à quarts ou à pichets, pour emplir ses tonneaux, au prix qu'il l'aura vendu en gros pour ouiller lesdits tonneaux, à peine de contravention pour le regard des habitans de payer II sols applicables. »

L'année suivante, cet article fut repris en faisant, cette fois, expressément mention du vin blanc. C'est un des rares textes faisant mention de ce type de vin sur le terroir gigondassien.

### Époque moderne
Le 12 août 1793 fut créé le département de Vaucluse, constitué des districts d'Avignon et de Carpentras, mais aussi de ceux d'Apt et d'Orange, qui appartenaient aux Bouches-du-Rhône, ainsi que du canton de Sault, qui appartenait aux Basses-Alpes.
Même si Jean-Joseph Expilly note que la commune est « fertile en vin », le XVIIIe siècle marqua une mutation importante dans les cultures. De plus en plus d'habitants délaissèrent la vigne pour se consacrer à la culture de l'olivier et du mûrier. Ce qui n'empêcha point de proclamer la ban des vendanges sur tout le territoire de la commune. Un acte communal daté de 1771 décréta d'ailleurs que tout contrevenant à cette interdiction serait passible d'une amende de cinq livres.

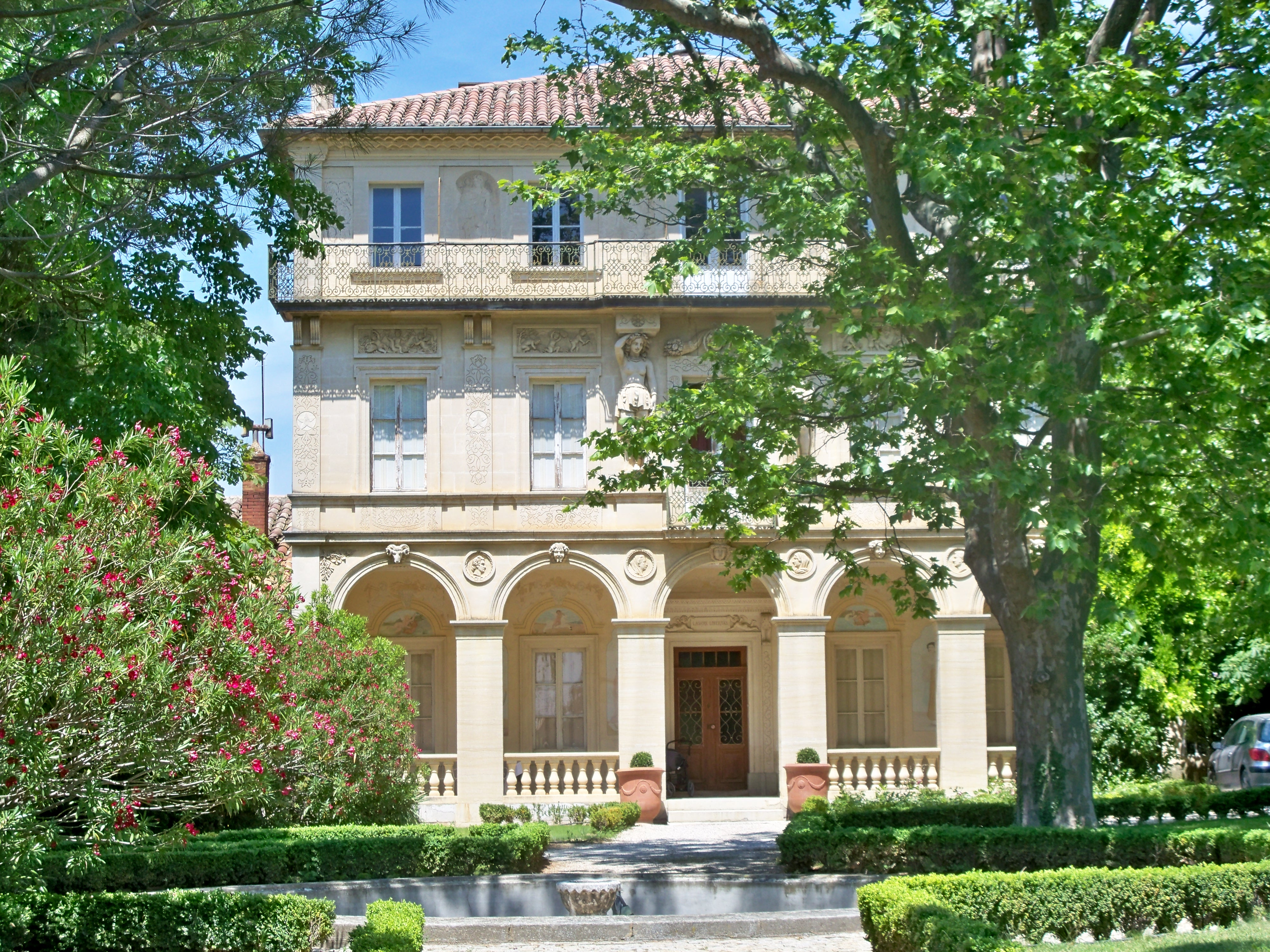
Chateau Raspail à Gigondas.

Ce fut la famille Raspail, et plus particulièrement Eugène, qui prit sa retraite politique à Gigondas, qui relança la viticulture sur place. Au cours de l'année 1861, il fit l'acquisition du domaine des Bosquets, revalorisa les 37 hectares déjà existant, en fit planter neuf autres l'année suivante, puis 26 les années qui suivirent. Par héritage paternel, il reçut le domaine du Colombier qu'il transforma en Château Raspail tout en valorisant son vignoble.
Dès 1864, la production de ses domaines fut telle qu'il put l'expédier, par le port de Roquemaure sur le Rhône, à des négociants de Valence, Lyon, Saint-Étienne et Paris, qui la lui avait acheté sur la base de 16, 50 l'hectolitre. Des résultats assez probants pour qu'il reçut, en dépit de ses idées républicaines, et avec l'aval de Napoléon III, une prime d'honneur pour son exploitation. Fier de ses résultats, le savant vigneron put noter :

« Les vins de Gigondas doivent à leur proportion d'alcool une valeur qui les fait rechercher. Au printemps de 1865, ils étaient tous achetés quand le Languedoc se plaignait de ne pas les vendre. »

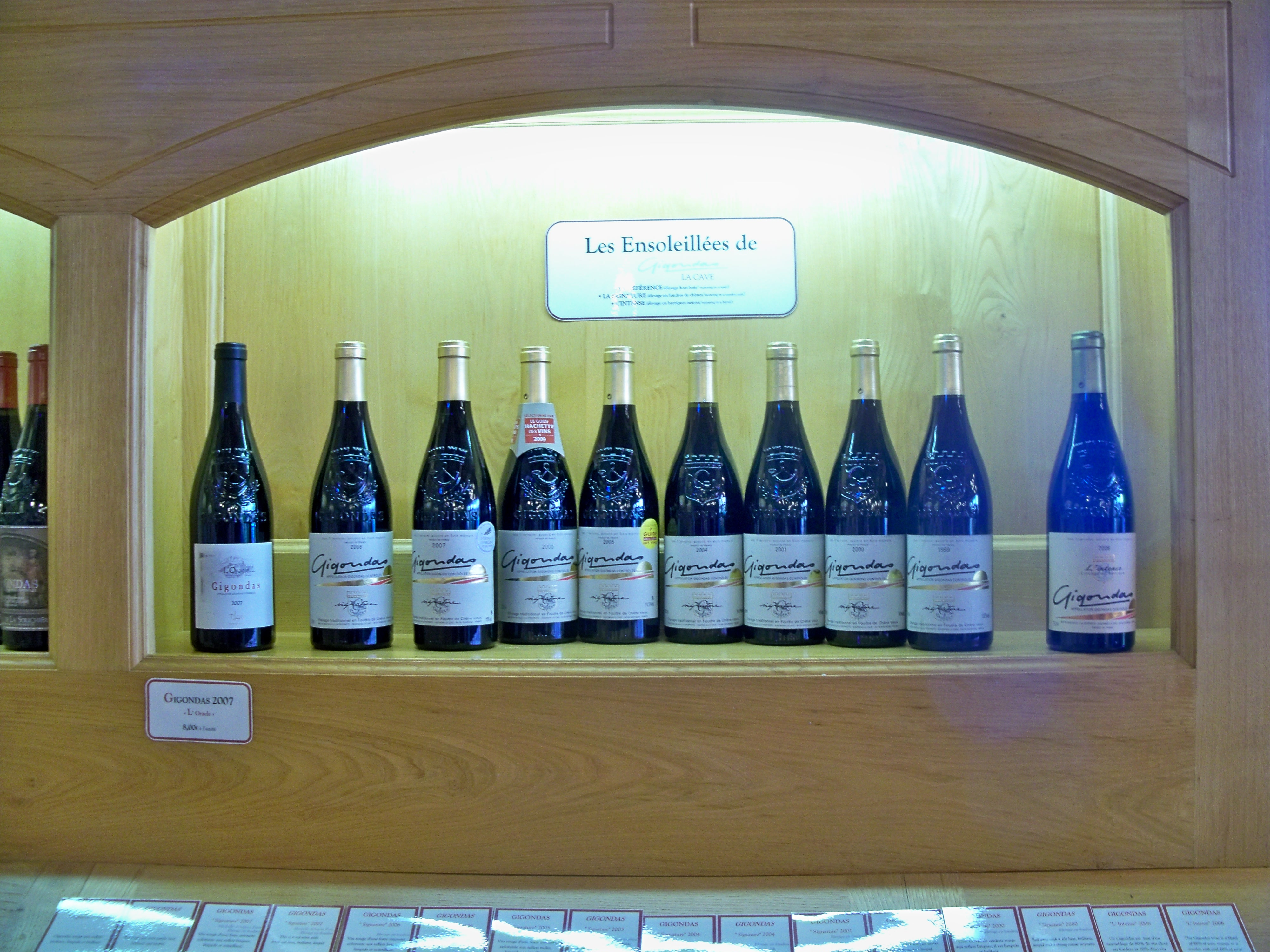
Les vins de Gigondas.

Il put alors se consacrer à ses passions qu'étaient l'archéologie, la géologie et la paléontologie. Les vins de ses vignobles se vendant de mieux en mieux, il constata :

« Toujours est-il que la localité de Gigondas jouit du privilège de produire avec une main-d'œuvre peu élevée, des vins fort apprécié par le commerce et qui le seront bien plus encore lorsque leur réputation naissante sera plus étendue. »

L'émulation qu'il parvint à susciter déboucha même sur les premières mises en bouteille. Mais l'arrivée du phylloxéra et l'anéantissement du vignoble, au début des années 1870, réduisirent à rien ces efforts.
L'appellation d'origine contrôlée gigondas est apparue à la fin des années 1960.

### Toponymie
La plus ancienne graphie documentée est Jocundatis, datée de 951. Elle tire son origine du vocable latin Jucundus (agréable, utilisé comme surnom) auquel a été adjoint le suffixe -atis.
En provençal, la ville se dit /Gigoundas/ (Gigoundas en graphie mistralienne, Gigondàs en graphie classique).

### Héraldique
| Blason de Gigondas | Blason  | D'azur au cor d'or lié de gueules. |
| Blason de Gigondas | Détails | Officiel.                          |

## Politique et administration
| Période                                  | Période  | Identité        | Étiquette | Qualité |
| ---------------------------------------- | -------- | --------------- | --------- | ------- |
| avant 1981                               | ?        | Roger Chapalain | DVG       |         |
| mars 1989                                | 2014     | Rolland Gaudin  |           |         |
| mars 2014                                | En cours | Eric Ughetto    |           |         |
| Les données manquantes sont à compléter. |          |                 |           |         |

## Jumelages
Gigondas est jumelée avec Anderlues (Belgique).

## Démographie
L'évolution du nombre d'habitants est connue à travers les recensements de la population effectués dans la commune depuis 1793. Pour les communes de moins de 10 000 habitants, une enquête de recensement portant sur toute la population est réalisée tous les cinq ans, les populations de référence des années intermédiaires étant quant à elles estimées par interpolation ou extrapolation. Pour la commune, le premier recensement exhaustif entrant dans le cadre du nouveau dispositif a été réalisé en 2004.

En 2022, la commune comptait 435 habitants, en évolution de −18,54 % par rapport à 2016 (Vaucluse : +1,73 %, France hors Mayotte : +2,11 %).
| 1793 | 1800 | 1806 | 1821 | 1831 | 1836 | 1841 | 1846 | 1851  |
| ---- | ---- | ---- | ---- | ---- | ---- | ---- | ---- | ----- |
| 754  | 776  | 833  | 964  | 945  | 941  | 957  | 980  | 1 042 |

| 1856  | 1861 | 1866 | 1872 | 1876 | 1881 | 1886 | 1891 | 1896 |
| ----- | ---- | ---- | ---- | ---- | ---- | ---- | ---- | ---- |
| 1 051 | 983  | 928  | 900  | 870  | 800  | 732  | 702  | 677  |

| 1901 | 1906 | 1911 | 1921 | 1926 | 1931 | 1936 | 1946 | 1954 |
| ---- | ---- | ---- | ---- | ---- | ---- | ---- | ---- | ---- |
| 637  | 641  | 608  | 637  | 579  | 624  | 613  | 700  | 751  |

| 1962 | 1968 | 1975 | 1982 | 1990 | 1999 | 2004 | 2006 | 2009 |
| ---- | ---- | ---- | ---- | ---- | ---- | ---- | ---- | ---- |
| 792  | 746  | 703  | 648  | 612  | 648  | 590  | 598  | 559  |

| 2014 | 2019 | 2022 | - | - | - | - | - | - |
| ---- | ---- | ---- | - | - | - | - | - | - |
| 534  | 434  | 435  | - | - | - | - | - | - |

## Économie

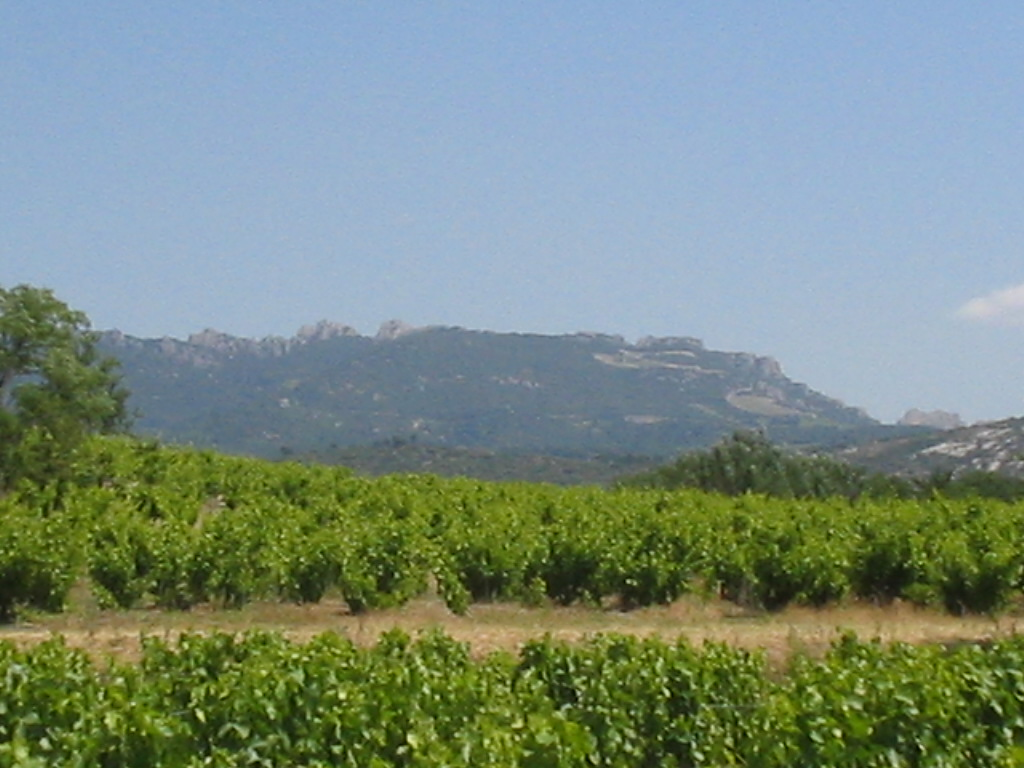
Les vignes de Gigondas avec en ligne de fond les dentelles de Montmirail.

### Agriculture
L'agriculture, dont la production viticole, est le point le plus important de l'économie locale. Les oliviers (coopératives oléicoles) et autres arbres fruitiers complètent les productions du territoire.
Le gigondas est l'une des six appellations locales (ou cru) des côtes-du-rhône méridionales. En 1924, la commercialisation des vins plafonnait à 4 784 hl, elle passa en 1967 à 25 887 hl, pour atteindre actuellement 40 000 hl.

### Tourisme
Le lieu est touristique, de par son patrimoine et sa position géographique. Le tourisme, et notamment le tourisme viticole (route des vins), joue un rôle important dans l'économie locale.

### Commerce
Le bar-restaurant À l'ombre des Dentelles a ouvert en mai 2018 ; bar de délégation de service public, il a été le projet de la commune pour faire revivre l'esprit de village et améliorer l'accueil de tous les visiteurs.

### Autres
L'artisanat local est principalement tourné vers le bâtiment et les différents travaux agricoles, ainsi que de l'artisanat d'art (atelier d'éditions) et de bouche (chocolaterie).

## Vie locale

### Enseignement
Une école communale existe dans le village. Les collèges, lycées (classique ou d'enseignement professionnel) se trouvent sur Vaison-la-Romaine, Carpentras et Orange.

### Sports
Le cadre des dentelles de Montmirail est propice aux randonnées pédestres, cyclotouristiques et à VTT, ainsi qu'à la pratique de l'escalade.
Tennis et centre équestre.

### Santé
Les médecins et la pharmacie les plus proches sont à Sablet. Les spécialistes, hôpitaux et cliniques se trouvent sur Vaison-la-Romaine, Carpentras et Orange.

### Écologie et recyclage
La collecte et traitement des déchets des ménages et déchets assimilés et la protection et mise en valeur de l'environnement se font dans le cadre de la communauté d'agglomération Ventoux-Comtat Venaissin.
La commune est incluse dans la zone de protection Natura 2000 « l'Ouvèze et le Toulourenc », sous l'égide du ministère de l'écologie, de la DREAL Provence-Alpes-Côte-d'Azur, et du MNHN (service du patrimoine naturel).

## Lieux et monuments
- Dentelles de Montmirail.
- Théâtre de verdure.
- Chapelle Saint-Côme-et-Saint-Damien de Gigondas.
- Église Sainte-Catherine-d'Alexandrie du XIe siècle et de style roman.
- Les Hospices (restaurés à partir de 1982).
- Restes de fortifications.
- Château Raspail.
- Ancien établissement thermal de Montmirail, qui a été en service du 26 mai 1859 à 1939, uniquement accessible par la route partant de Vacqueyras.

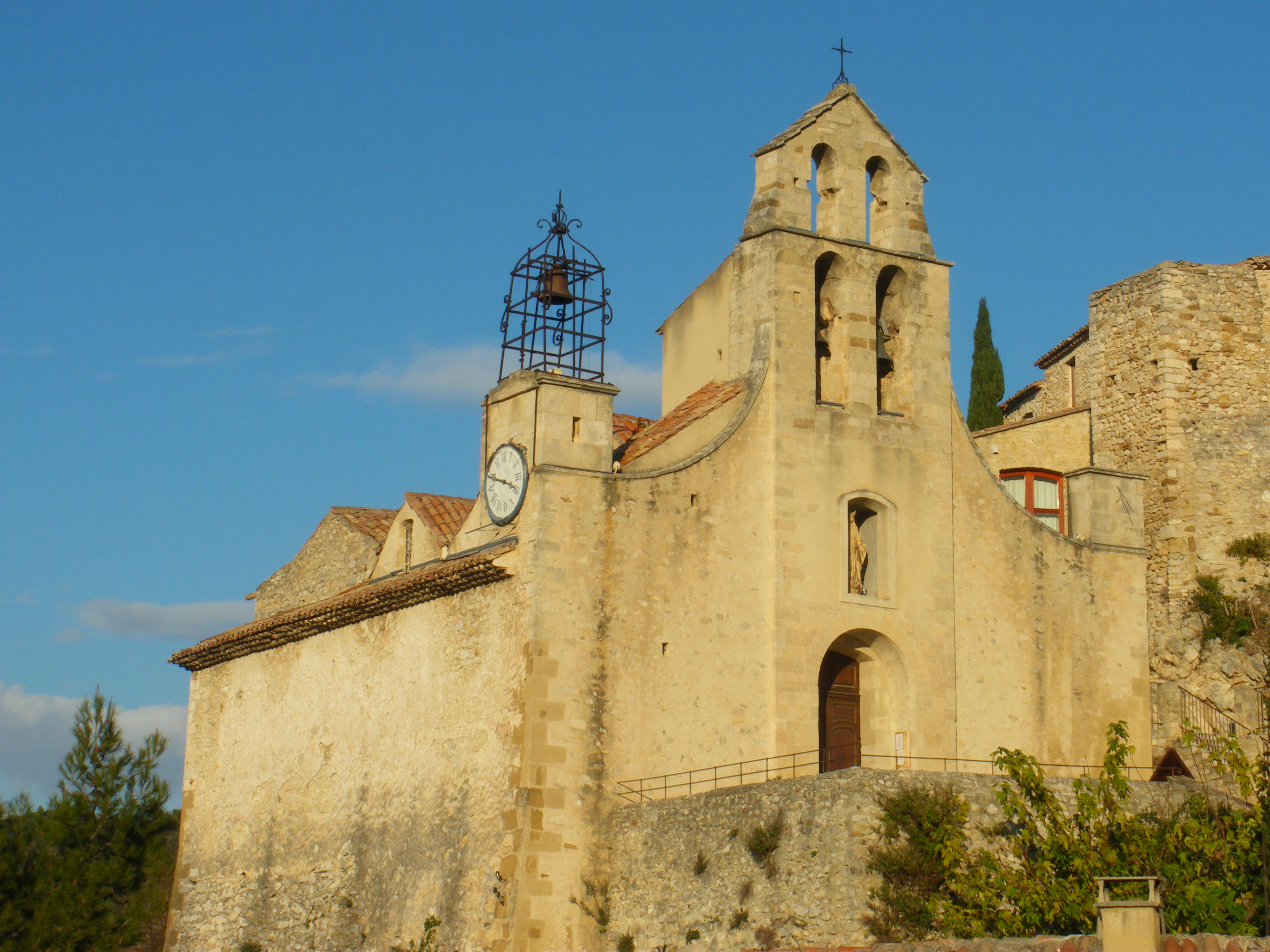
Église Sainte-Catherine-d'Alexandrie de Gigondas.
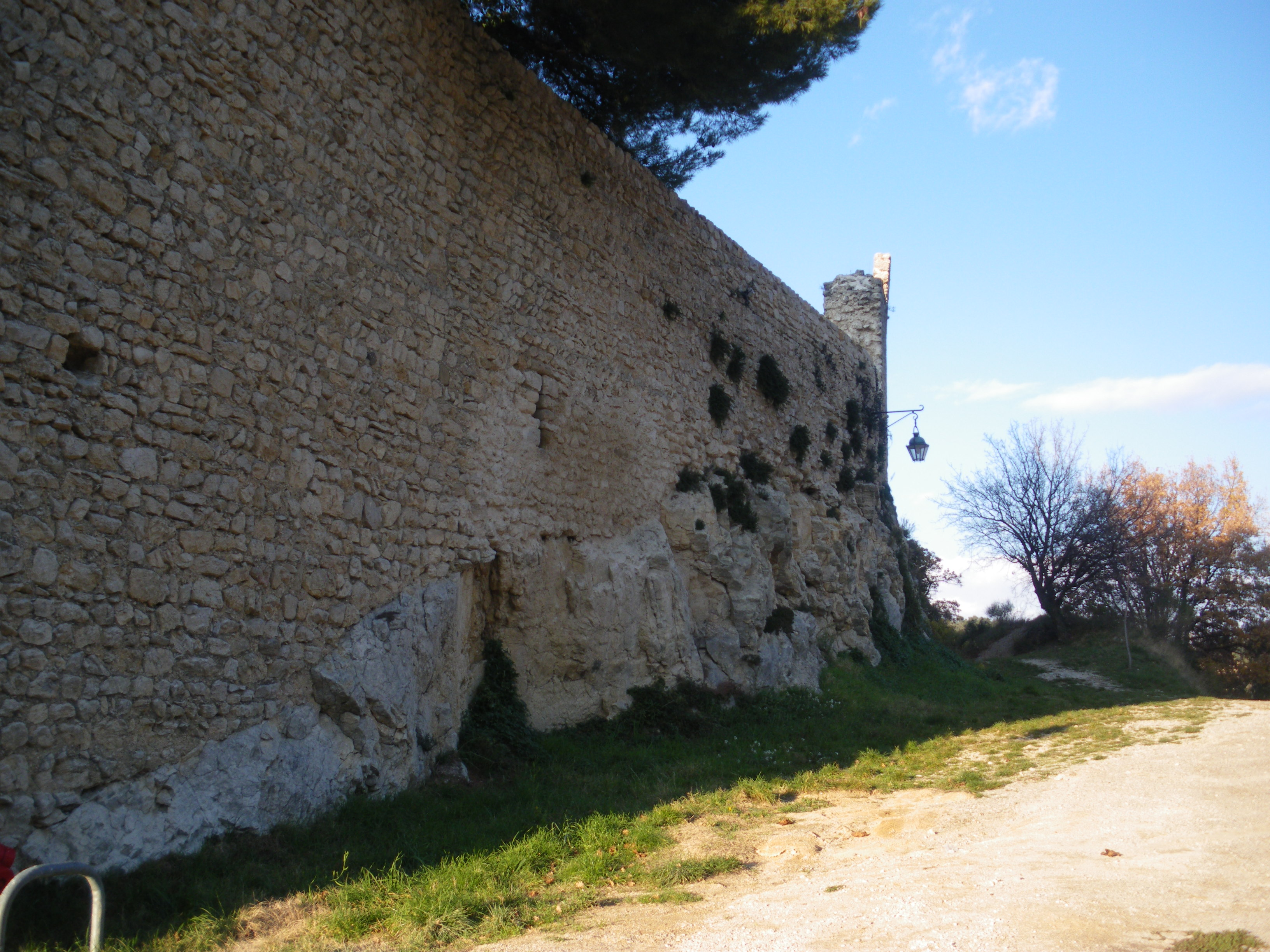
Fortifications.
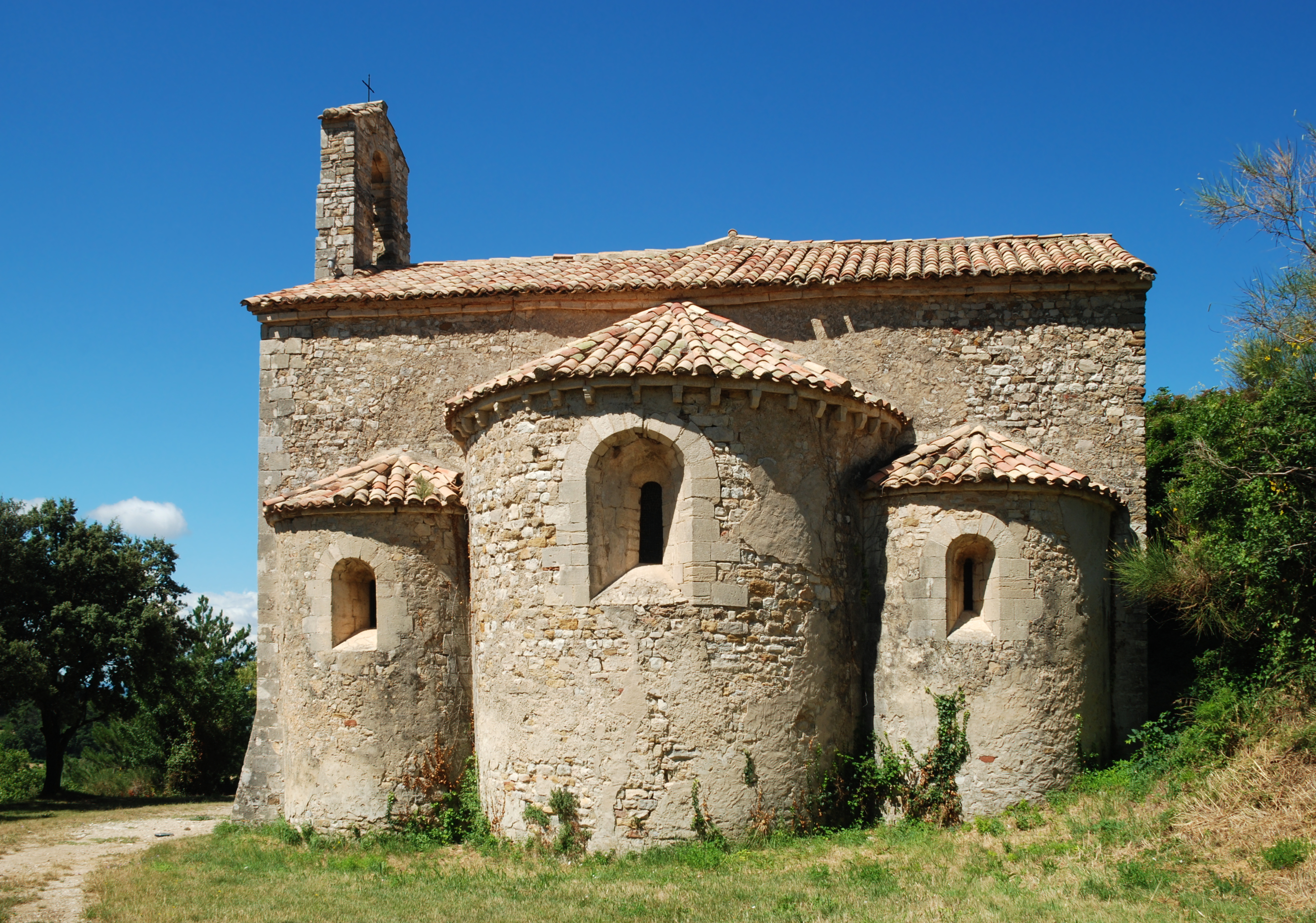
Chapelle Saint-Cosme-et-Saint-Damien de Gigondas.

## Personnalités liées à la commune
- Eugène Raspail (1812-1888), géologue, archéologue et homme politique.
- Henri Michel-Reyne, curé du village, né en 1910 à Jonquières, fondateur de la Messe aux truffes, en 1952, quand il fut curé de Richerenches[38].
- Jacques Nicolet, homme d'affaires et pilote automobile né à Gigondas, il est propriétaire d'Oak Racing.
- Théophile Bourbousson (1811-1864), ancien député de Vaucluse, et médecin aux thermes de Montmirail.
- Louis Cosme Demaille (1837-1906), sculpteur.
- Gabriel Meffre (1908 -1987), a créé son activité de négociant en vin à  Gigondas en 1936 puis fut le plus important propriétaire de vignes AOC de France (800h), à l'origine du renouveau du Plan de Dieu.